# گارگین زاکویان
گارگین ولادیمیری زاکویان (ارمنی: Գարեգին Վլադիմիրի Զաքոյան؛ زادهٔ ۵ آوریل ۱۹۴۷) کارگردان اهل ارمنستان است.

## زندگی‌نامه
وی در ۵ آوریل ۱۹۴۷ در ایروان به دنیا آمد و از دانشکده فلسفه دانشگاه دولتی ایروان فارغ‌التحصیل گشت. وی برنده جوایزی همچون مدال موسس خورناتسی است.

## نگارخانه

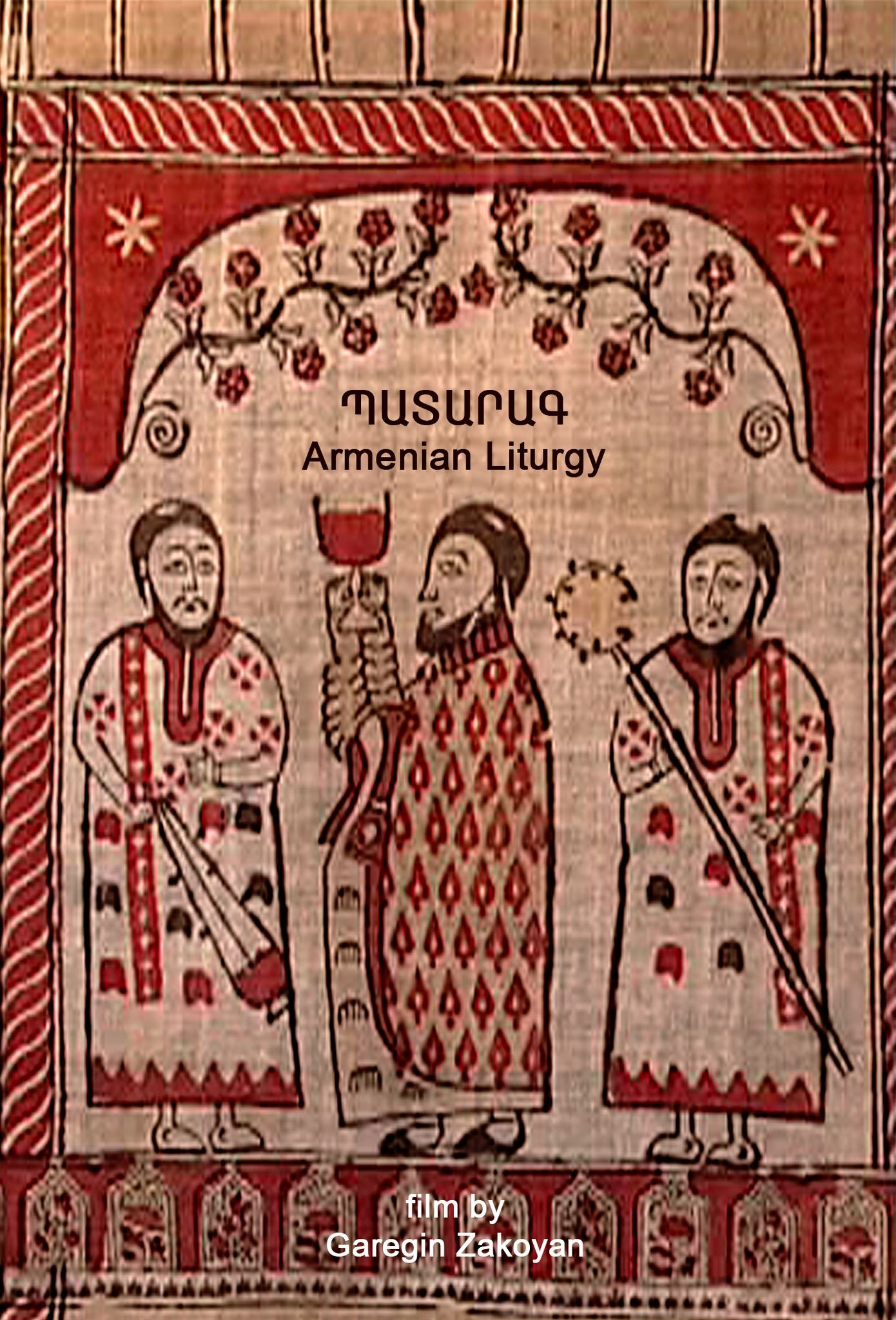